# Newtown Sandes
Newtown Sandes (iriska: Maigh Mheáin) är en ort i republiken Irland.   Den ligger i grevskapet Ciarraí och provinsen Munster, i den sydvästra delen av landet, 230 km väster om huvudstaden Dublin. Newtown Sandes ligger 61 meter över havet och antalet invånare är 401.
Terrängen runt Newtown Sandes är huvudsakligen platt, men åt sydost är den kuperad. Terrängen runt Newtown Sandes sluttar västerut. Runt Newtown Sandes är det ganska glesbefolkat, med 24 invånare per kvadratkilometer. Närmaste större samhälle är Listowel, 9,8 km sydväst om Newtown Sandes. Trakten runt Newtown Sandes består i huvudsak av gräsmarker.